# Largny-sur-Automne
Largny-sur-Automne est une commune française située dans le département de l'Aisne, en région Hauts-de-France.

## Géographie

### Localisation
Située à 68 kilomètres au nord-est de Paris, la commune est proche de Villers-Cotterêts  et du parc naturel régional Oise-Pays de France.

### Communes limitrophes
|                   | Haramont           | Vivières          |
| Vez (Oise)        | Largny-sur-Automne | Villers-Cotterêts |
| Vauciennes (Oise) |                    | Coyolles          |

### Géologie et relief
La commune est classée en zone de sismicité 1, correspondant à une sismicité très faible.

### Hydrographie

#### Réseau hydrographique
La commune est située dans le bassin Seine-Normandie. Elle est drainée par l'Automne et le ru de Longpre,,.
L'Automne, d'une longueur de 34 km, prend sa source dans la commune de Villers-Cotterêts et se jette  dans l'Oise (rive gauche) à Verberie face à Longueil-Sainte-Marie, après avoir traversé 19 communes.

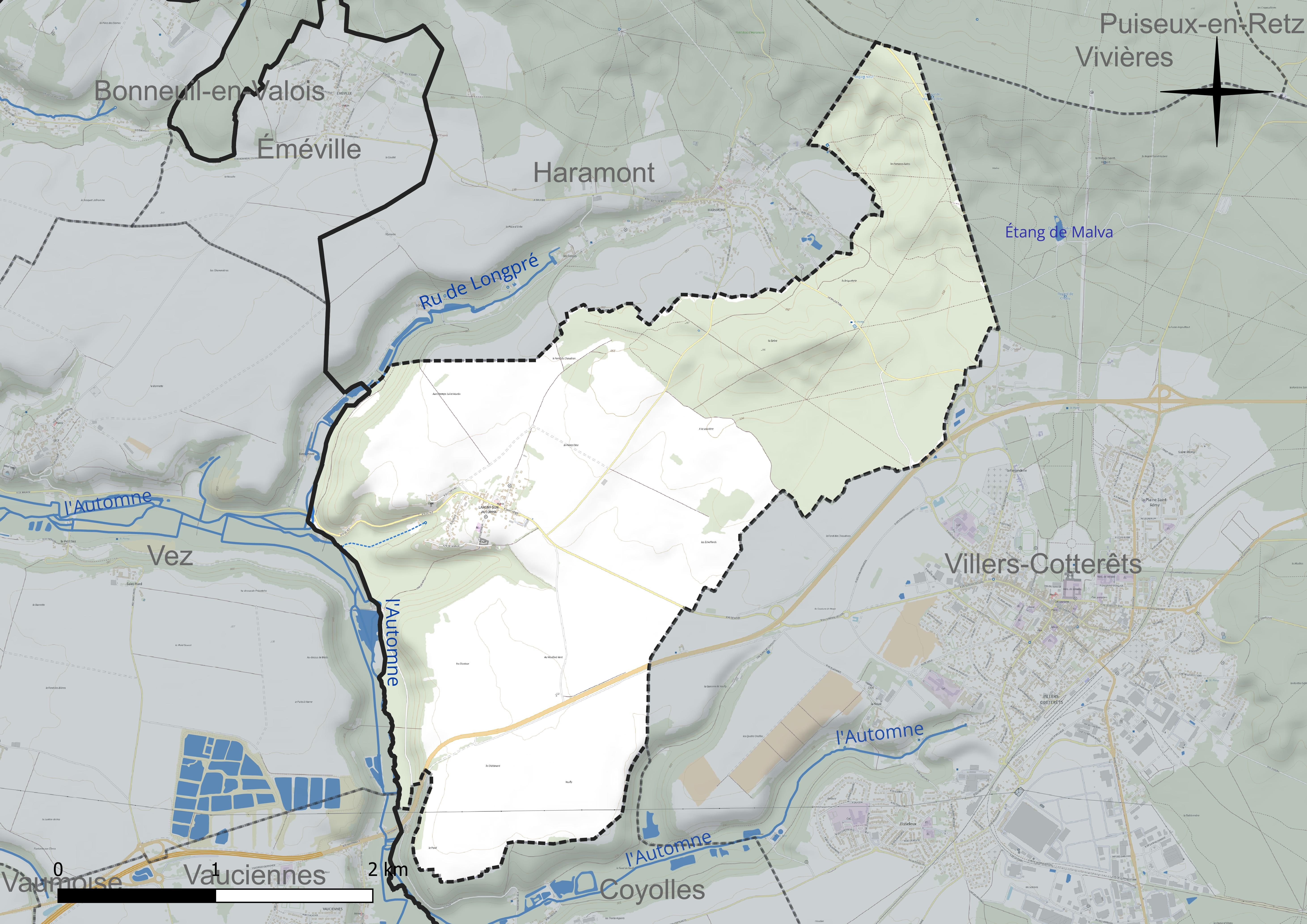
Réseau hydrographique de Largny-sur-Automne.

#### Gestion et qualité des eaux
Le territoire communal est couvert par le schéma d'aménagement et de gestion des eaux (SAGE) « Automne ». 00.
La qualité des cours d'eau peut être consultée sur un site spécial géré par les agences de l'eau et l'Agence française pour la biodiversité.

### Climat
Pour des articles plus généraux, voir Climat des Hauts-de-France et Climat de l'Aisne.

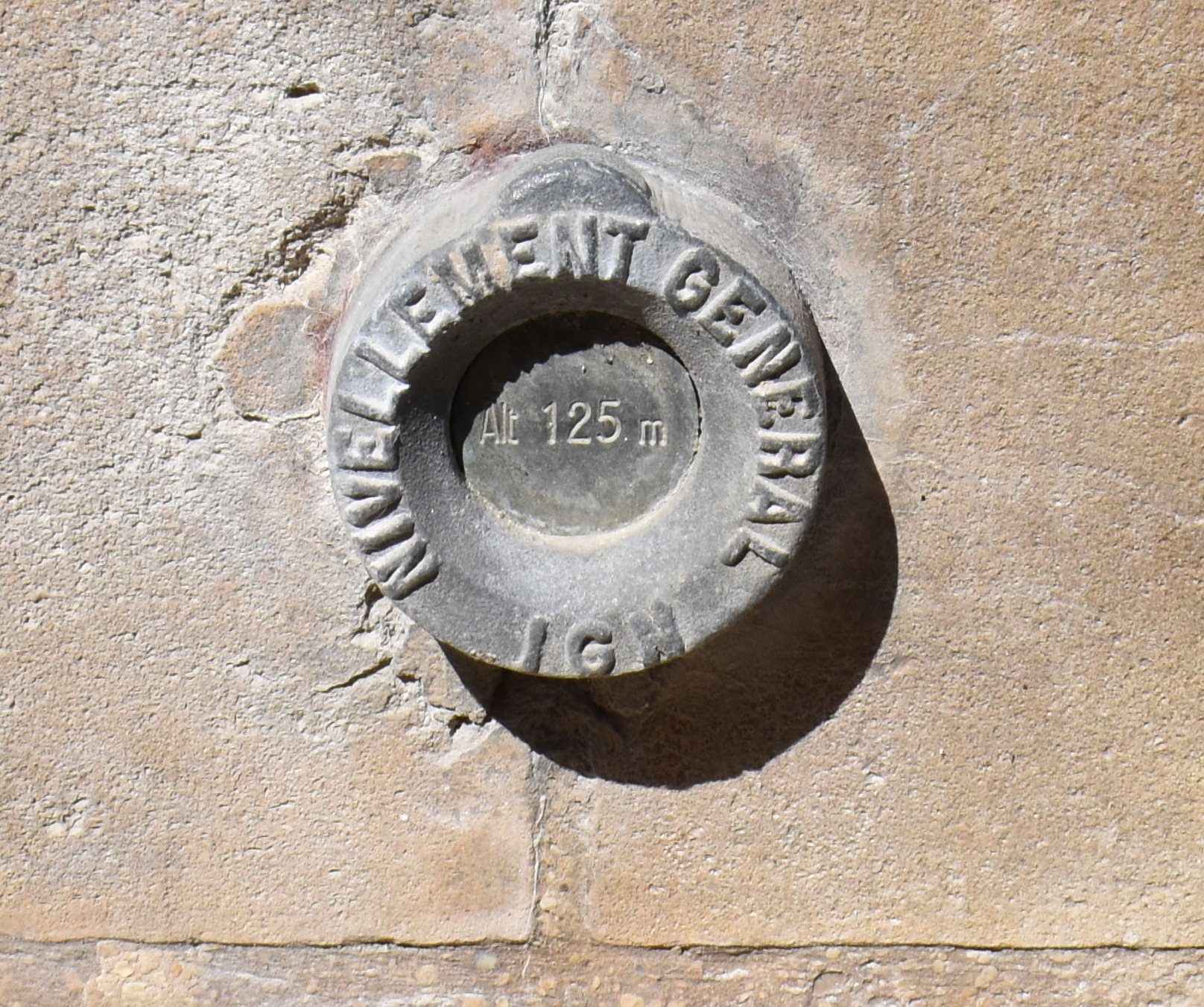
Borne de nivellement sur le mur de l'église- Altitude 125 m

En 2010, le climat de la commune est de type climat océanique dégradé des plaines du Centre et du Nord, selon une étude du CNRS s'appuyant sur une série de données couvrant la période 1971-2000. En 2020, Météo-France publie une typologie des climats de la France métropolitaine dans laquelle la commune est exposée à un climat océanique altéré et est dans la région climatique Nord-est du bassin Parisien, caractérisée par un ensoleillement médiocre, une pluviométrie moyenne régulièrement répartie au cours de l'année et un hiver froid (3 °C).
Pour la période 1971-2000, la température annuelle moyenne est de 10,5 °C, avec une amplitude thermique annuelle de 15,1 °C. Le cumul annuel moyen de précipitations est de 741 mm, avec 11,7 jours de précipitations en janvier et 8,7 jours en juillet. Pour la période 1991-2020, la température moyenne annuelle observée sur la station météorologique la plus proche, située sur la commune de Margny-lès-Compiègne à 24 km à vol d'oiseau, est de 11,2 °C et le cumul annuel moyen de précipitations est de 633,5 mm,. Pour l'avenir, les paramètres climatiques de la commune estimés pour 2050 selon différents scénarios d'émission de gaz à effet de serre sont consultables sur un site spécial publié par Météo-France en novembre 2022.

## Urbanisme

### Typologie
Au 1er janvier 2024, Largny-sur-Automne est catégorisée commune rurale à habitat dispersé, selon la nouvelle grille communale de densité à 7 niveaux définie par l'Insee en 2022.
Elle est située hors unité urbaine. Par ailleurs la commune fait partie de l'aire d'attraction de Paris, dont elle est une commune de la couronne,.

### Occupation des sols
L'occupation des sols de la commune, telle qu'elle ressort de la base de données européenne d'occupation biophysique des sols Corine Land Cover (CLC), est marquée par l'importance des territoires agricoles (51,5 % en 2018), une proportion identique à celle de 1990 (51,5 %). La répartition détaillée en 2018 est la suivante : 
terres arables (51,4 %), forêts (45,8 %), zones urbanisées (2,6 %), prairies (0,2 %).
L'évolution de l'occupation des sols de la commune et de ses infrastructures peut être observée sur les différentes représentations cartographiques du territoire : la carte de Cassini (XVIIIe siècle), la carte d'état-major (1820-1866) et les cartes ou photos aériennes de l'IGN pour la période actuelle (1950 à aujourd'hui).

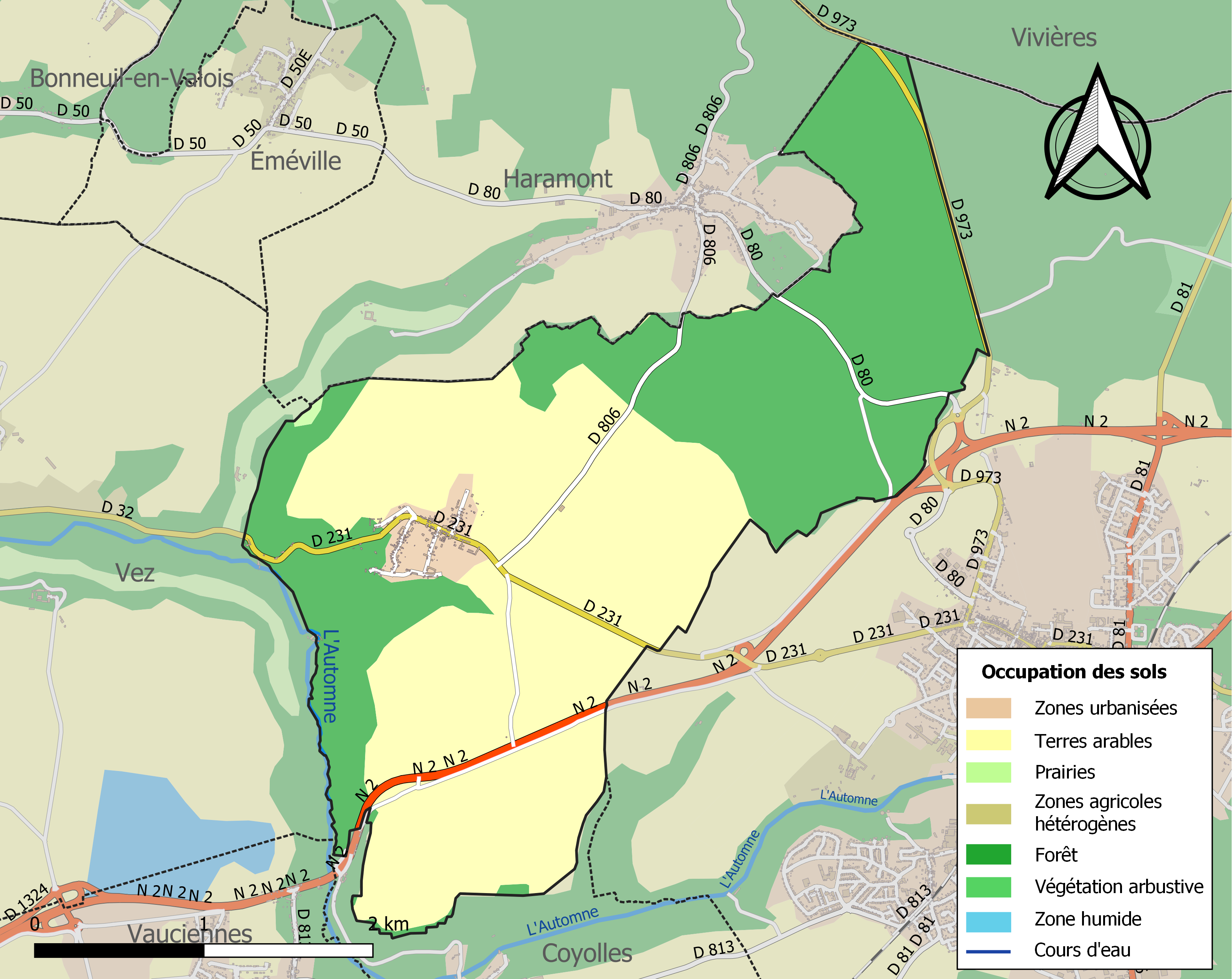
Carte de l'occupation des sols de la commune en 2018 (CLC).

### Logement
En 2013, le nombre total de logements dans la commune était de 131.
Parmi ces logements, 76,2 % étaient des résidences principales, 10,2 % des résidences secondaires et 13,6 % des logements vacants.
La part des ménages propriétaires de leur résidence principale s'élevait à 92,2 %.

## Toponymie
Les 5 noms de Largny-sur-Automne depuis la Gaule romaine : Largniacus, puis, au début du Moyen Âge, c'est devenu Lerni puis Lergny. Le village s'appelle ensuite Largny et, en 1920, pour éviter les erreurs postales, on a ajouté le nom de la rivière et c'est devenu Largny-sur-Automne.

## Politique et administration

### Découpage territorial
La commune de Largny-sur-Automne est membre de la communauté de communes Retz-en-Valois, un établissement public de coopération intercommunale (EPCI) à fiscalité propre créé le 1er janvier 2017 dont le siège est à Villers-Cotterêts. Ce dernier est par ailleurs membre d'autres groupements intercommunaux.
Sur le plan administratif, elle est rattachée à l'arrondissement de Soissons, au département de l'Aisne et à la région Hauts-de-France. Sur le plan électoral, elle dépend du  canton de Villers-Cotterêts pour l'élection des conseillers départementaux, depuis le redécoupage cantonal de 2014 entré en vigueur en 2015, et de la cinquième circonscription de l'Aisne  pour les élections législatives, depuis le dernier découpage électoral de 2010.

### Liste des maires
| Période                                  | Période                       | Identité                    | Étiquette | Qualité                                 |
| ---------------------------------------- | ----------------------------- | --------------------------- | --------- | --------------------------------------- |
| Les données manquantes sont à compléter. |                               |                             |           |                                         |
| mars 2001                                | 2003                          | Gérard Mariette             |           |                                         |
| 2003                                     | mai 2020                      | Jean Saumont                | DVD       | Employé Réélu pour le mandat 2014-2020, |
| mai 2020                                 | En cours (au 12 juillet 2020) | Meritxell Lefranc-Carbonnel |           |                                         |

## Population et société

### Démographie
À partir du XXIe siècle, les recensements réels des communes de moins de 10 000 habitants ont lieu tous les cinq ans. Pour Largny-sur-Automne, cela correspond à 2006, 2011, etc. Les autres dates de « recensements » (2008, etc.) sont des estimations.
L'évolution du nombre d'habitants est connue à travers les recensements de la population effectués dans la commune depuis 1793. Pour les communes de moins de 10 000 habitants, une enquête de recensement portant sur toute la population est réalisée tous les cinq ans, les populations de référence des années intermédiaires étant quant à elles estimées par interpolation ou extrapolation. Pour la commune, le premier recensement exhaustif entrant dans le cadre du nouveau dispositif a été réalisé en 2006.

En 2022, la commune comptait 240 habitants, en évolution de −1,64 % par rapport à 2016 (Aisne : −1,97 %, France hors Mayotte : +2,11 %).
| 1793 | 1800 | 1806 | 1821 | 1831 | 1836 | 1841 | 1846 | 1851 |
| ---- | ---- | ---- | ---- | ---- | ---- | ---- | ---- | ---- |
| 213  | 297  | 301  | 284  | 389  | 363  | 375  | 390  | 369  |

| 1856 | 1861 | 1866 | 1872 | 1876 | 1881 | 1886 | 1891 | 1896 |
| ---- | ---- | ---- | ---- | ---- | ---- | ---- | ---- | ---- |
| 354  | 364  | 363  | 314  | 320  | 323  | 324  | 347  | 327  |

| 1901 | 1906 | 1911 | 1921 | 1926 | 1931 | 1936 | 1946 | 1954 |
| ---- | ---- | ---- | ---- | ---- | ---- | ---- | ---- | ---- |
| 304  | 333  | 360  | 328  | 345  | 353  | 362  | 327  | 325  |

| 1962 | 1968 | 1975 | 1982 | 1990 | 1999 | 2006 | 2011 | 2016 |
| ---- | ---- | ---- | ---- | ---- | ---- | ---- | ---- | ---- |
| 316  | 288  | 319  | 250  | 244  | 259  | 244  | 231  | 244  |

| 2021 | 2022 | - | - | - | - | - | - | - |
| ---- | ---- | - | - | - | - | - | - | - |
| 241  | 240  | - | - | - | - | - | - | - |

## Économie

### Revenus de la population et fiscalité
Le nombre de ménages fiscaux en 2013 était de 95 et la  médiane du revenu disponible par unité de consommation  de 23 491 €.

### Emploi
En 2014, le nombre total d'emploi dans la zone était de 17, occupant 120 actifs résidants (salariés et non-salariés) .
Le taux d'activité de la population âgée de 15 à 64 ans s'élevait à  74,9 % contre un taux de chômage de 9,4 %.

### Entreprises et commerces
En 2015, le nombre d'établissements actifs était de quatorze dont quatre dans l'agriculture-sylviculture-pêche, deux dans la construction, six dans le commerce-transports-services divers et deux étaient relatifs au secteur administratif.
Cette même année, une  entreprise a été créée par un auto-entrepreneur.

## Culture locale et patrimoine

### Lieux et monuments
Six monuments sont inscrits ou classés, à Largny-sur-Automne, au titre des monuments historiques :
- l'église Saint-Denis classée en 1912 ;
- l'ancien manoir dit le « Fief Goret » inscrit en 1928[25] aussi appelé manoir du fief des Outhieux dans lequel se trouvent des peintures murales datant probablement du XIVe siècle[26] ;
- le parc et jardin du château de la Muette[27] (vestiges de l'enceinte) inscrit en 2004 ;
- Les Charmettes - Parc Castellant (l'ensemble inscrit en 2008) ;
- le menhir de la Pierre-Clouise, classé en 1889, non loin de la commune de Haramont ;
- le réseau hydraulique « Laie des Pots », dans la forêt de Retz, inscrit en 2013[28].

D'autres sont inscrits à l'IGPC .
- le moulin à eau dit le moulin de Wallu[29]
- le moulin à vent (XVIe et XVIIe siècles) près de la route nationale 2 sur le chemin vicinal 6[30].

Construit en 1645 sur l'emplacement d'un moulin de 1515, il fut détruit pendant la Première Guerre mondiale, il a été presque totalement reconstruit en 1970.

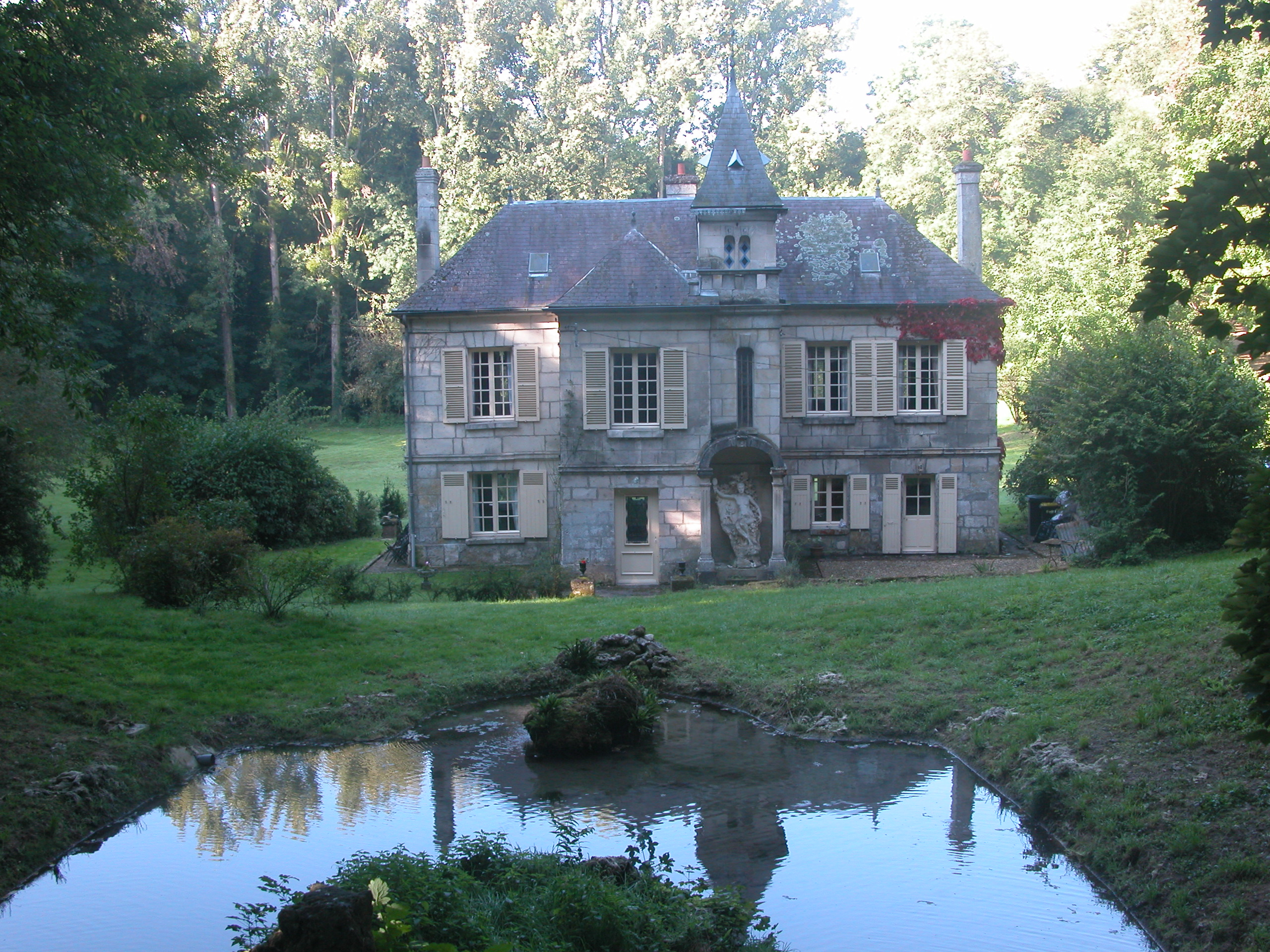
La maison de Castellant.
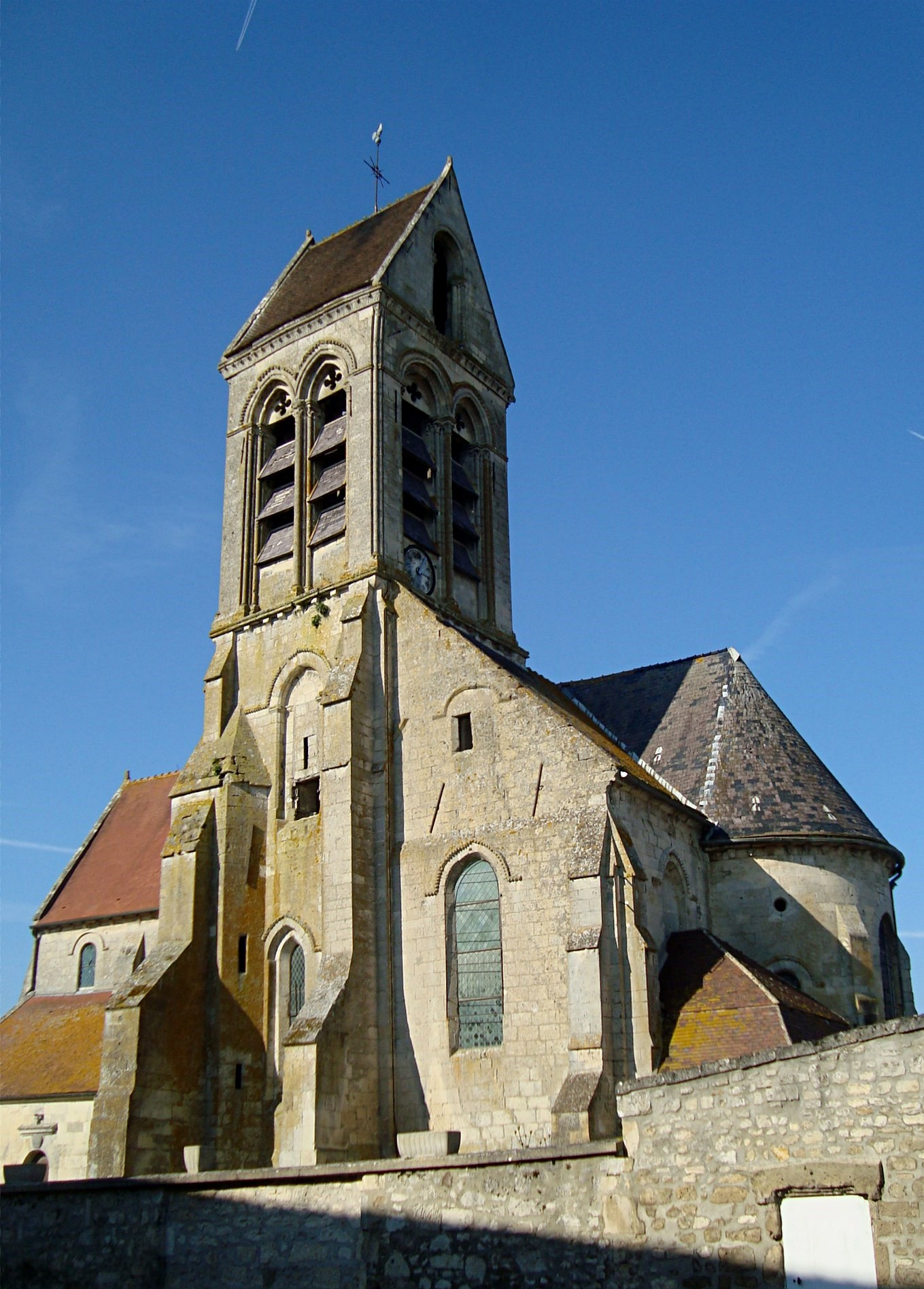
L'église Saint-Denis.
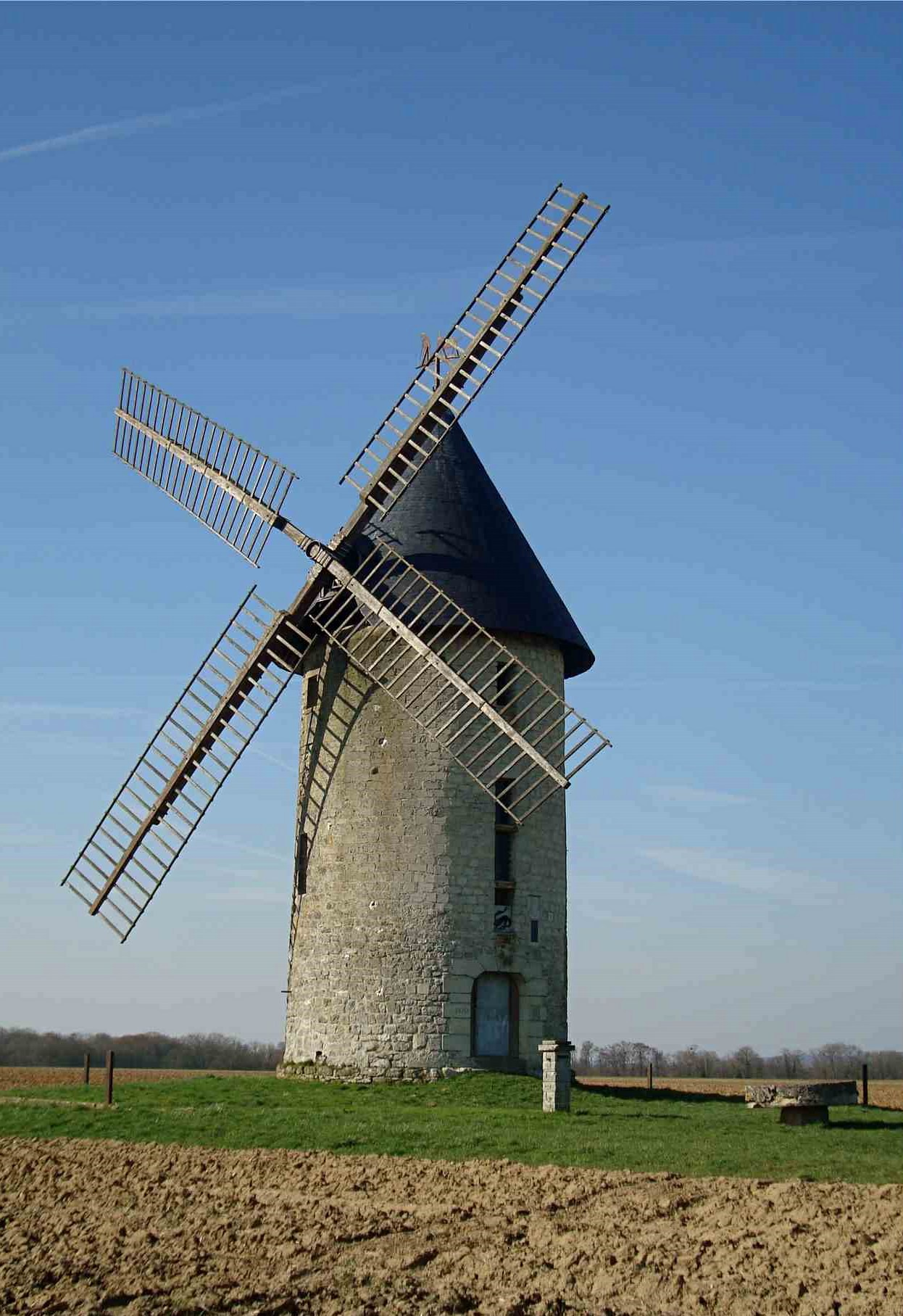
Le moulin à vent rénové.

Autres lieux et monuments
- Vestiges d'un site fortifié au lieu-dit la Muette signalés par Salch[31].

### Personnalités liées à la commune
- Raffolte Lucienne Paule Victorine, née le 29 juin 1899 à Paris (11e), a été maire de Largny-sur-Automne entre 1955 et 1977.

Fille d'un gardien de la paix (Charles) et d'une couturière, elle sera elle-même ouvrière.
En 1931, Lucienne Raffolte était présidente de la section syndicale des syndicats féminins d'Angoulême (Charente). Elle était également déléguée de la section auprès de l'Union centrale des syndicats professionnels féminins de l'Abbaye (CFTC).
Elle est décédée à l'âge de 81 ans à Soissons.
L'école primaire de Largny porte son nom.
- Jolly René Georges, né le 5 juillet 1891 à Largny-sur-Automne, auteur en Éditions Classiques, et notamment de la célèbre méthode de lecture « En Riant » ainsi que de nombreux ouvrages scolaires publiés aux Éditions Nathan entre 1925 et 1956. Membre de la Société des Gens de Lettres, des Écrivains et Artistes Ardennais, officier de l'Instruction publique et titulaire de Palmes académiques.

Il est décédé à Orléans le 16 décembre 1973.